# Rijksprentenkabinet

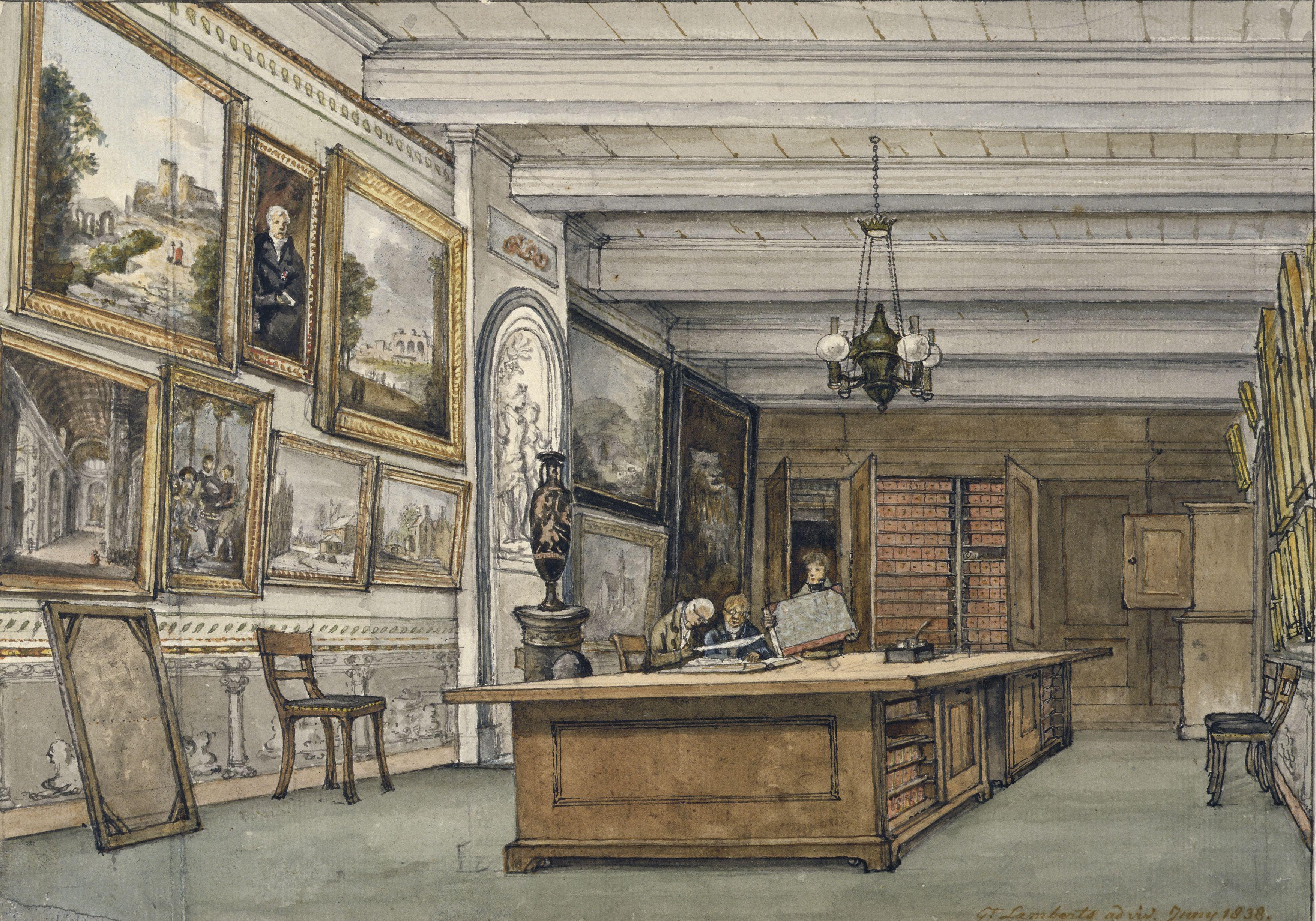
Prentenkamer in het Trippenhuis (Gerrit Lamberts, 1838)

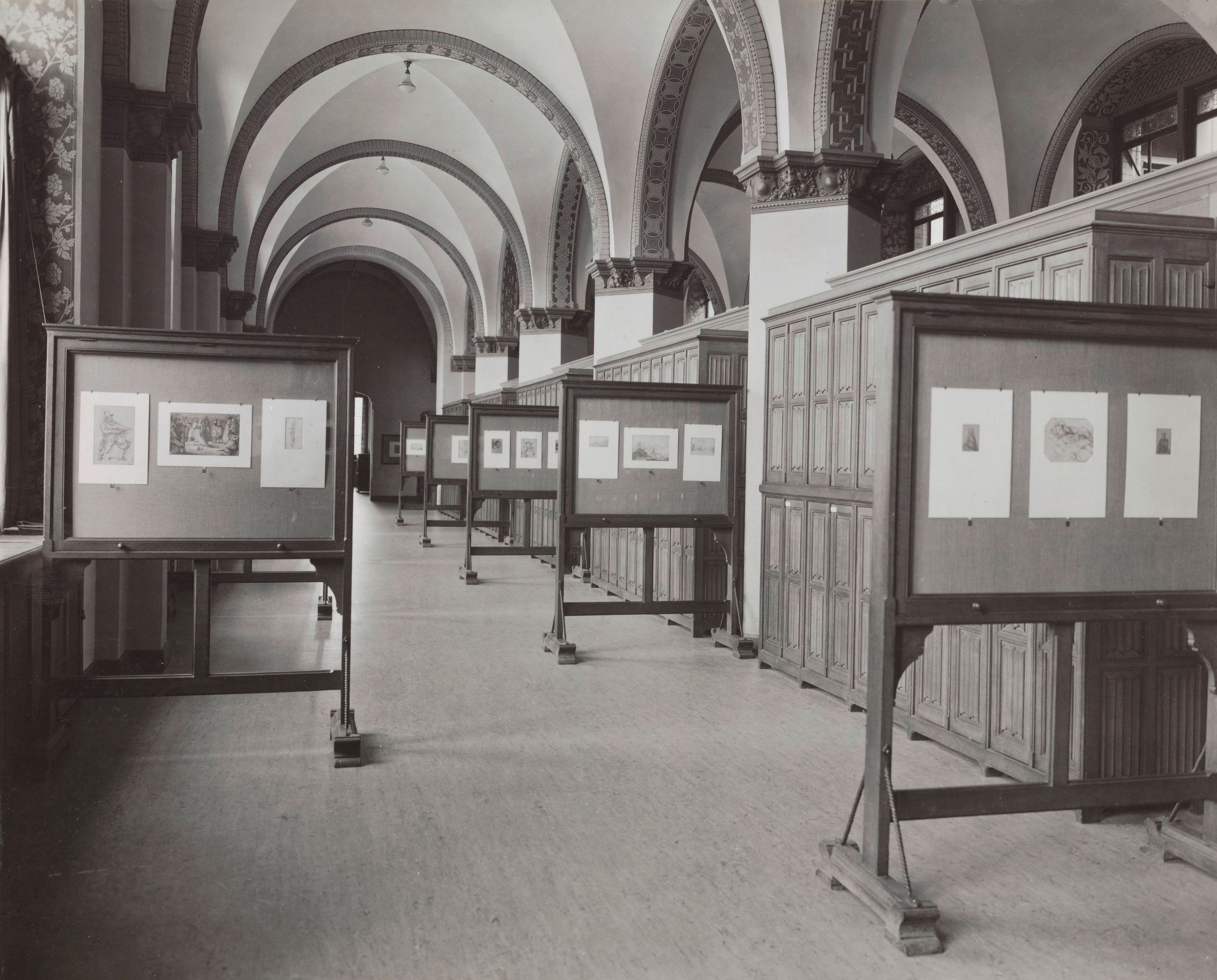
Foto van kasten en vitrines met tekeningen in de Louis XIII-gang (1935)

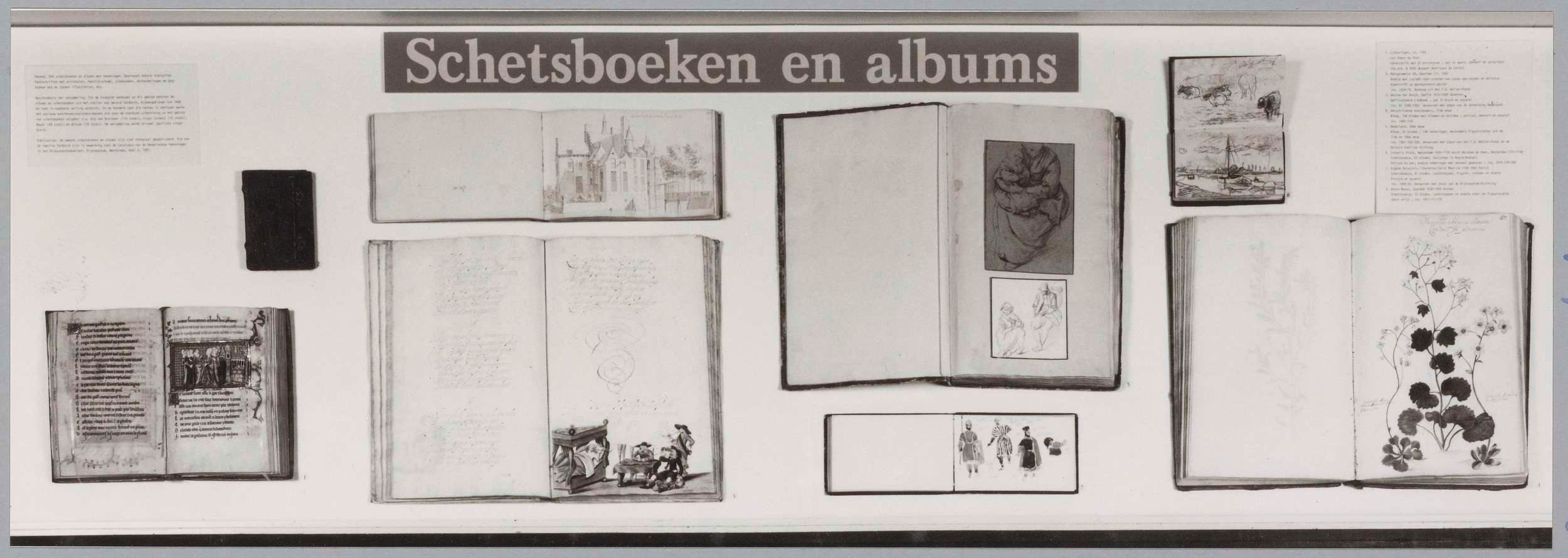
vitrine met schetsboeken en albums (ca. 1986-1987)

Het Rijksprentenkabinet beheert Nederlands nationale collectie prentkunst, tekenkunst, en sinds 1994 de nationale fotocollectie. Het Rijksprentenkabinet heeft een collectie van circa 700.000 werken op papier en is sinds 1885 ondergebracht in het Rijksmuseumgebouw in Amsterdam. 

## Geschiedenis
In november 1798, ten tijde van de Bataafse Republiek, werden de Nationale Bibliotheek en de Nationale Konst-Gallery opgericht. Bij beide instellingen werd een deel van de nagelaten bezittingen ondergebracht van erfstadhouder Willem V, die naar Engeland was gevlucht. Na de troonsbestijging van Lodewijk Napoleon in 1806 mocht de bibliotheek zich Koninklijke Bibliotheek noemen. In 1807 kocht Lodewijk de prentenverzameling van Pieter Cornelis baron van Leyden (1717-1788) en bracht deze onder bij de Koninklijke Bibliotheek. Van Leyden had een prentenverzameling van uitzonderlijke kwaliteit bijeengebracht van duizenden prenten van Europese meesters, die hij bewaarde in 196 portefeuilles in twee grote en zes kleine kunstkasten in zijn woonhuis, het Huis van Leyden aan het Leidse Rapenburg. Van Leyden bezat een groot aantal prenten van Rembrandt van Rijn, die hij tussen 1750 en 1763 had gekocht van Jacob Houbraken. In 1807 verhuisde de bibliotheek van het Binnenhof in Den Haag naar het Mauritshuis. 
Rijks Museum in het Trippenhuis
In 1816 werd de prentenverzameling van de Koninklijke Bibliotheek overgebracht naar het Rijks Museum in Amsterdam. Het Rijks Museum, voortgekomen uit de Nationale Konst-Gallery, was gevestigd in het Trippenhuis. Directeur van het Rijks Museum was Cornelis Apostool, die na zijn overlijden in 1844 werd opgevolgd door Jan Willem Pieneman, die al na een paar jaar vertrok. Daarna nam een Raad van Bestuur de leiding, totdat het Rijks Museum in 1876 gesplitst werd. Het Rijksmuseum van Schilderijen kwam onder directeur Johan Willem Kaiser en het Rijksprentenkabinet onder directeur Johan Philip van der Kellen, die zorgde voor een betere indeling van de prenten. Hij breidde de collectie uit, onder meer door de aankoop van prenten uit de 17e-eeuwse verzameling van Michiel Hinloopen. 
Rijksmuseumgebouw
In 1885 kwam het door Pierre Cuypers gebouwde Rijksmuseumgebouw aan de Stadhouderskade gereed en werden verschillende Rijksverzamelingen, waaronder die van het Rijksmuseum van Schilderijen en het Nederlandsch Museum voor Geschiedenis en Kunst, ondergebracht in het nieuwe gebouw. Het Rijksprentenkabinet trok in de westelijke vleugel van het gebouw. 
Een groot deel van de collectie ligt opgeslagen, niet alles kan worden tentoongesteld. Directeur E.W. Moes voerde in 1903 een drieledig systeem van tentoonstellingen in: naast een permanente tentoonstelling over grafische technieken en wisselende tentoonstellingen met nieuwe aanwinsten, werden viermaal per jaar exposities over diverse onderwerpen georganiseerd. Er werden niet alleen eigen tentoonstellingen georganiseerd, het Rijksprentenkabinet stelde ook werk uit de collectie ter beschikking voor exposities in andere musea.
Moes' opvolger, jhr. Hendrik Teding van Berkhout, kreeg in 1934 te maken met bezuinigingen. Zijn functie werd opgeheven en het beheer over het Rijksprentenkabinet kwam in handen van de directeur van het Rijksmuseum. Na de Tweede Wereldoorlog kreeg het Rijksprentenkabinet toch weer een eigen directeur. Bij koninklijk besluit van 21 januari 1948 werd prof. dr. I.Q. Van Regteren Altena benoemd tot "directeur van het Rijksprentenkabinet van het Rijksmuseum". Onder hem werd onder meer de tentoonstellingszaal verbouwd. Er werd een nieuwe galerij toegevoegd, waar nieuwe vitrines met buisverlichting spiegelwerking moesten te voorkomen. Altena's opvolger Karel Boon publiceerde in 1964 de Gids voor het Rijksprentenkabinet : een overzicht van de verzamelingen met naamlijsten van graveurs en tekenaars. Sinds Rembrandt-deskundige Peter Schatborn de leiding in 2001 overnam wordt niet meer gesproken over 'directeur', maar over 'hoofd' van het prentenkabinet. Onder zijn leiding werd ook 20e-eeuwse figuratieve tekenkunst aangekocht.

## Collectie
De hoofdcollecties van het Rijksprentenkabinet worden gevormd door prenten, tekeningen en foto's. Daarnaast worden er diverse deelcollecties en verzamelingen bewaard, waaronder affiches, centsprenten, ex librissen, kunstenaarsbrieven, Aziatische prenten, opticaprenten en een iconografische verzameling. De collectie wordt uitgebreid door aankopen en schenkingen, waaronder de aankoop van de historische atlas van Frederik Muller (1881), die enkele duizenden portretten en historieprenten bevat; de overdracht van de Atlas van Halma (of Atlas van Ottens) in 1887 door de minister van Oorlog, een grote verzameling topografische prenten, de schenking van 925 ex librissen door F.G. Waller (1913), een schenking door Frank Brangwyn van 248 etsen en 22 litho's van hemzelf (1928) en de verwerving van 650 tekeningen uit de verzameling van de Haagse verzamelaar H.P. Gerritsen (1940). 
In 2007 is gestart met het project Prentenkabinet Online, om alle prenten, tekeningen en foto's te registreren, conserveren en digitaliseren.

### Prenten
Het Rijksprentenkabinet bezit ruim een half miljoen etsen, gravures, houtsneden en litho’s van de 15e eeuw tot heden. Een belangrijk deel van de verzameling vormt de collectie van Rembrandt, van wie het Rijksprentenkabinet in 1956 bijna 1000 prenten bezat, voornamelijk afkomstig uit de collectie van Van Leyden. In 1960 werd dankzij een legaat van het echtpaar De Bruyn-van der Leeuw de Rembrandt-collectie uitgebreid met zo'n 500 etsen, 20 schilderijen en 32 tekeningen. Uit de voormalige stadhouderlijke verzameling zijn prenten van onder anderen Albrecht Dürer en Hendrick Goltzius aan de collectie toegevoegd. Een omvangrijk gedeelte beslaat de collectie Japanse prenten met houtsneden en surimono.

### Tekeningen
De nadruk van het Rijksprentenkabinet lag oorspronkelijk op prenten, rond 1875 werd ook begonnen met het verzamelen van tekeningen. Belangrijk impuls was de aanschaf van 500 tekeningen uit de verzameling van Jacob de Vos Jbzn door de Vereniging Rembrandt in 1883. Door toedoen van directeur Van Regteren Altena werd de focus niet langer op Nederlandse tekeningen gelegd en worden ook tekeningen uit andere Europese landen in de collectie opgenomen. In 1981 legateerde hij meer dan 60 tekeningen aan het Rijksprentenkabinet. Naast losse tekeningen van de 15e eeuw tot heden bezit het Rijksprentenkabinet ook complete schetsboeken, van onder anderen George Hendrik Breitner, Willem Witsen en Isaac Israëls.

### Foto's
De collectie foto's omvat 150.000 foto's, waaronder werk van fotografen als Willem Witsen en Breitner en fotografisch geïllustreerde boeken. De collectie wordt sinds 1975 uitgebreid met foto's van Nederlandse fotografen die worden gevraagd een actueel en maatschappelijk onderwerp in beeld te brengen voor de tentoonstelling Document Nederland. In 1994 werden de verzamelingen van 19e-eeuwse foto's van Bert Hartkamp en Willem Diepraam, eerder onder beheer bij de Rijksdienst Beeldende Kunst, ondergebracht bij het Rijksprentenkabinet en werd de fotocollectie omgedoopt tot Nationale fotocollectie. In 2000 werd het Paul Huffonds ingesteld, waarmee aankopen op het terrein van de Nederlandse en internationale fotografie van de 19e en 20e eeuw kunnen worden gedaan. In 2011 werd de collectie uitgebreid met het fotoarchief van Vincent Mentzel, staffotograaf bij het NRC Handelsblad, en in 2018 werden zo'n 500 foto's uit de kerncollectie van Erwin Olaf toegevoegd. Naast losse foto's omvat de collectie ook albums, waaronder familiealbums en reisalbums.

### Uit de collectie

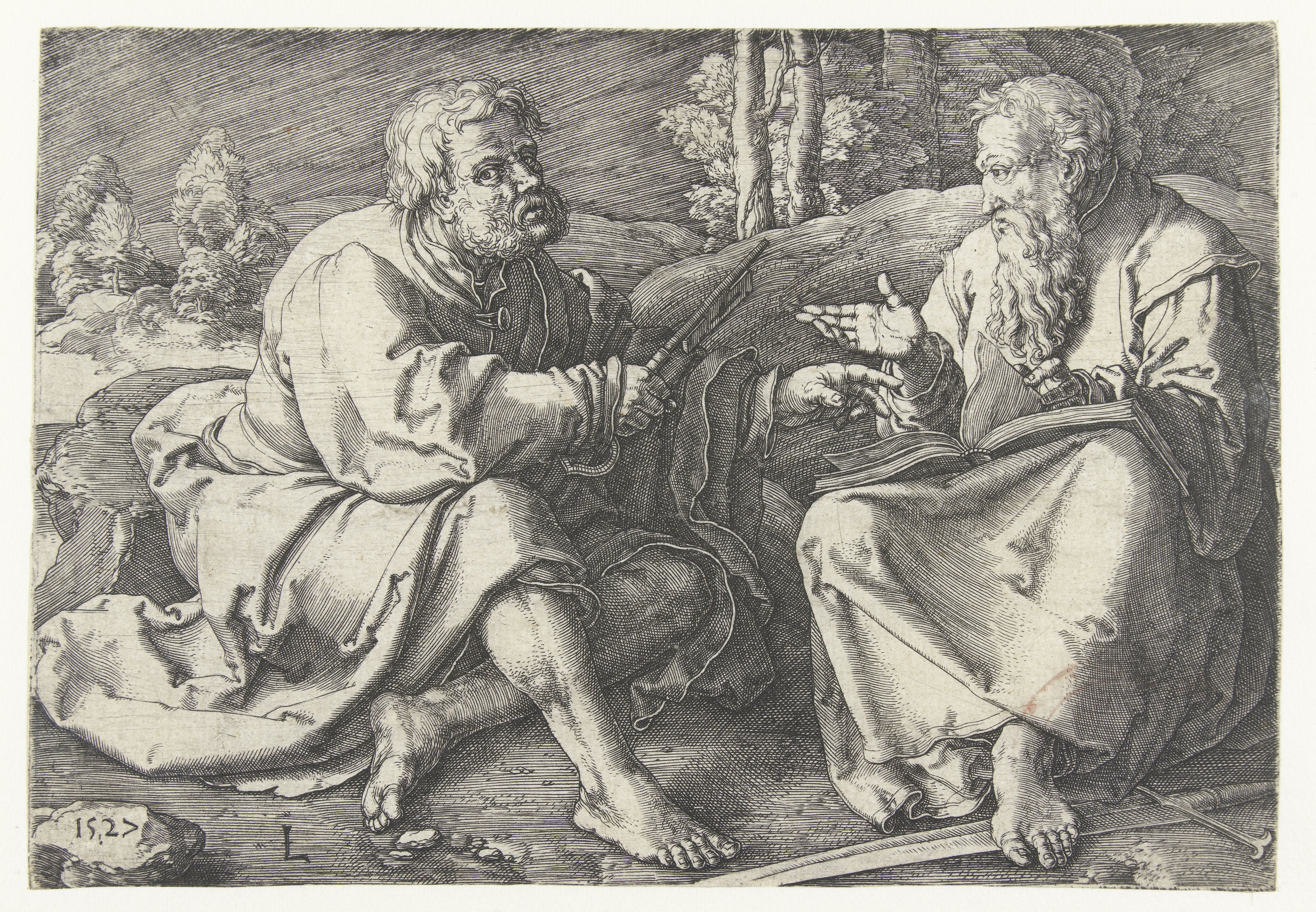
Petrus en Paulus zittend in een landschap (Lucas van Leyden)
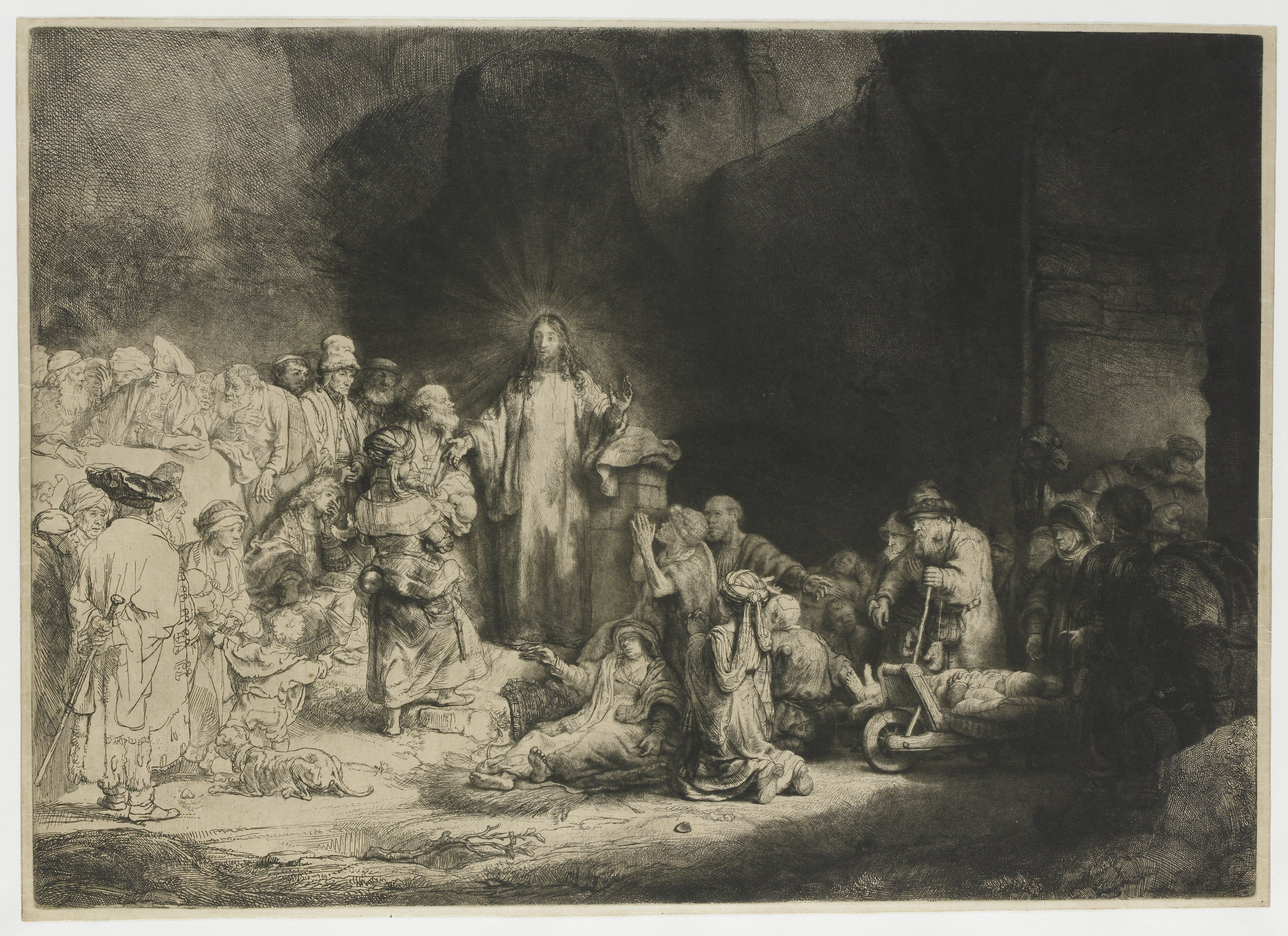
De predikende Christus of De Honderdguldenprent (Rembrandt van Rijn)
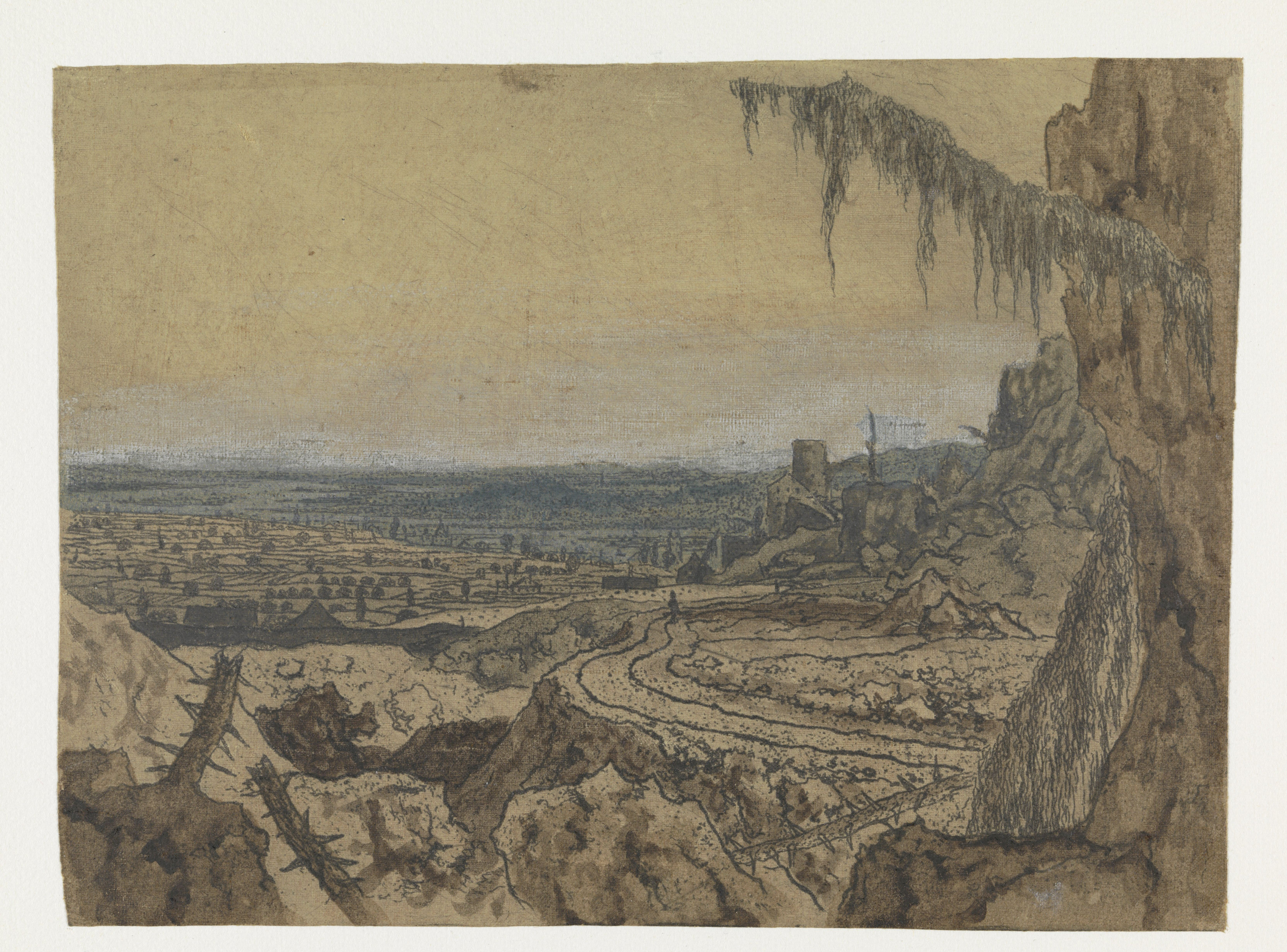
Vergezicht met een weg en bemoste takken (Hercules Seghers)
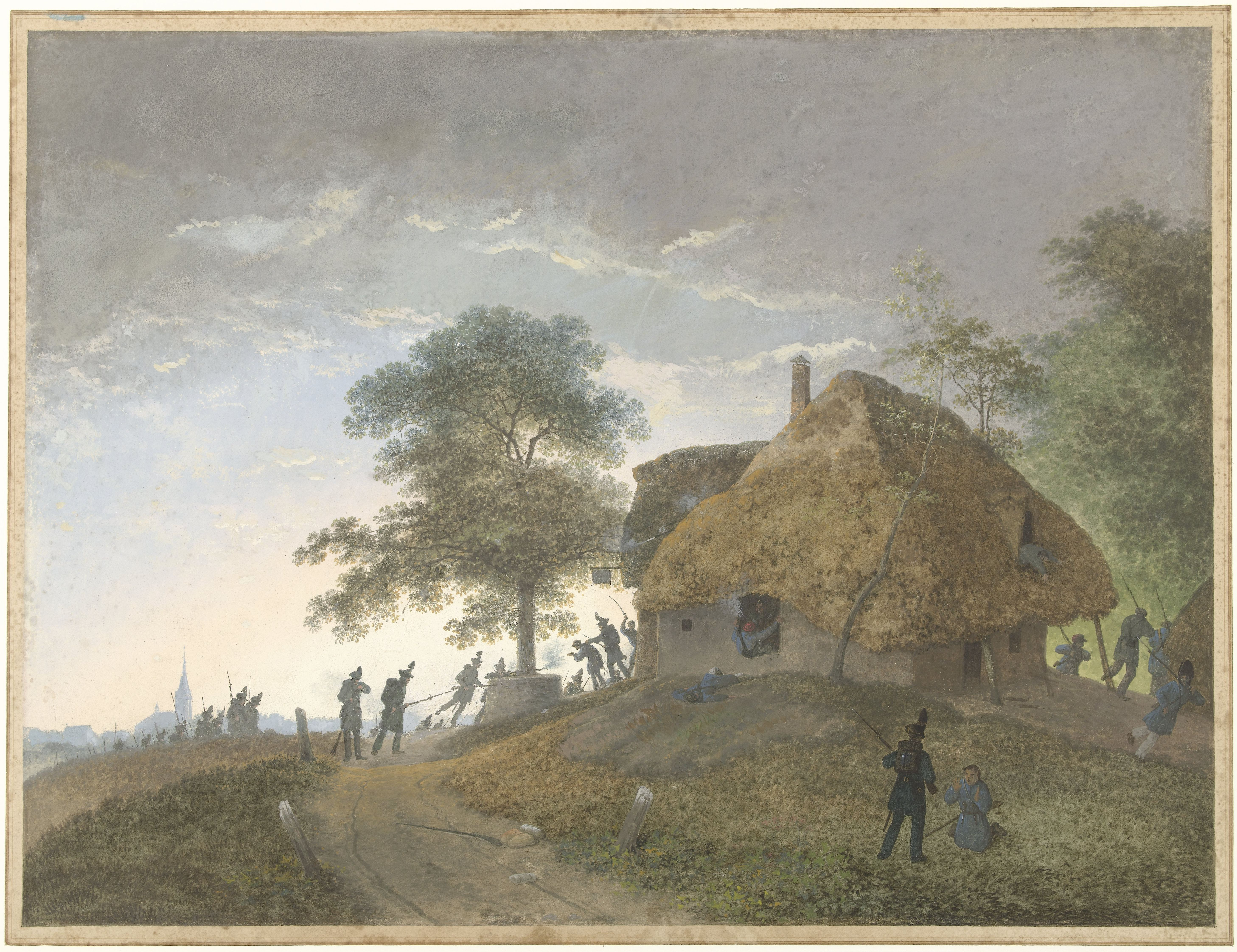
Herberg of huis met strodak op een heuvel (Josephus Augustus Knip)
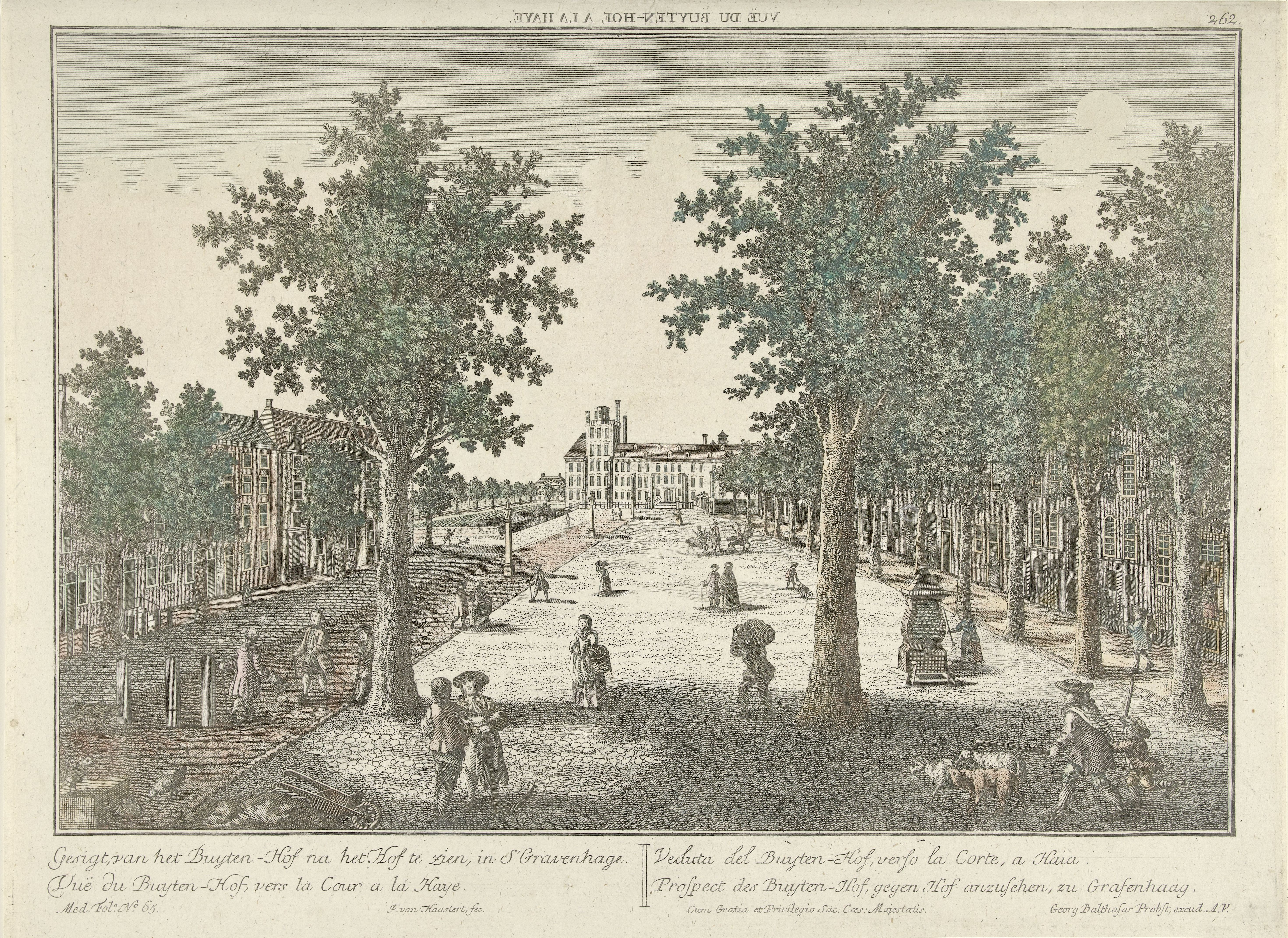
Gezicht op het Buitenhof in Den Haag (Isaac van Haastert)
Bamboe in sneeuw (Kamisaka Sekka)
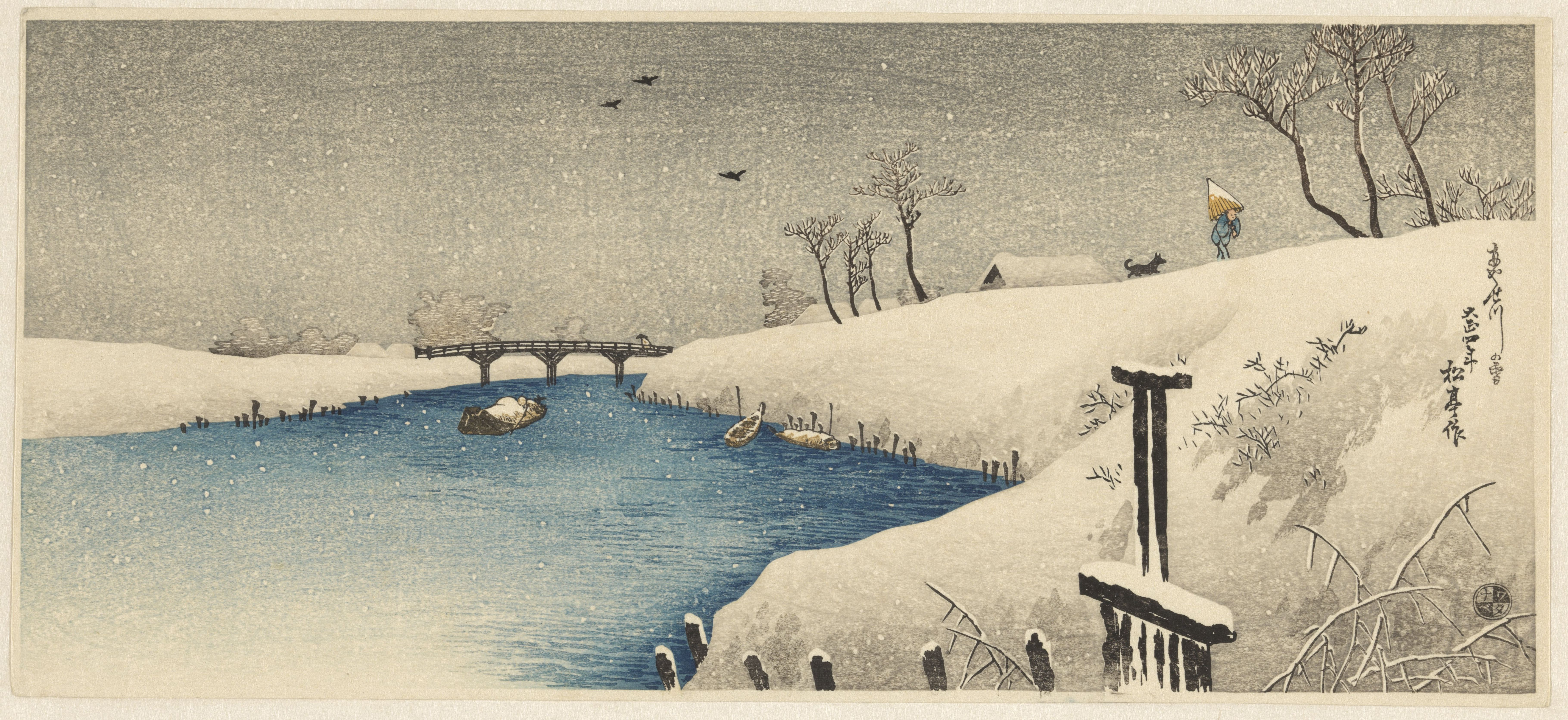
Sneeuw langs de Ayase rivier (Takahashi Shōtei)

## Enkele tentoonstellingen

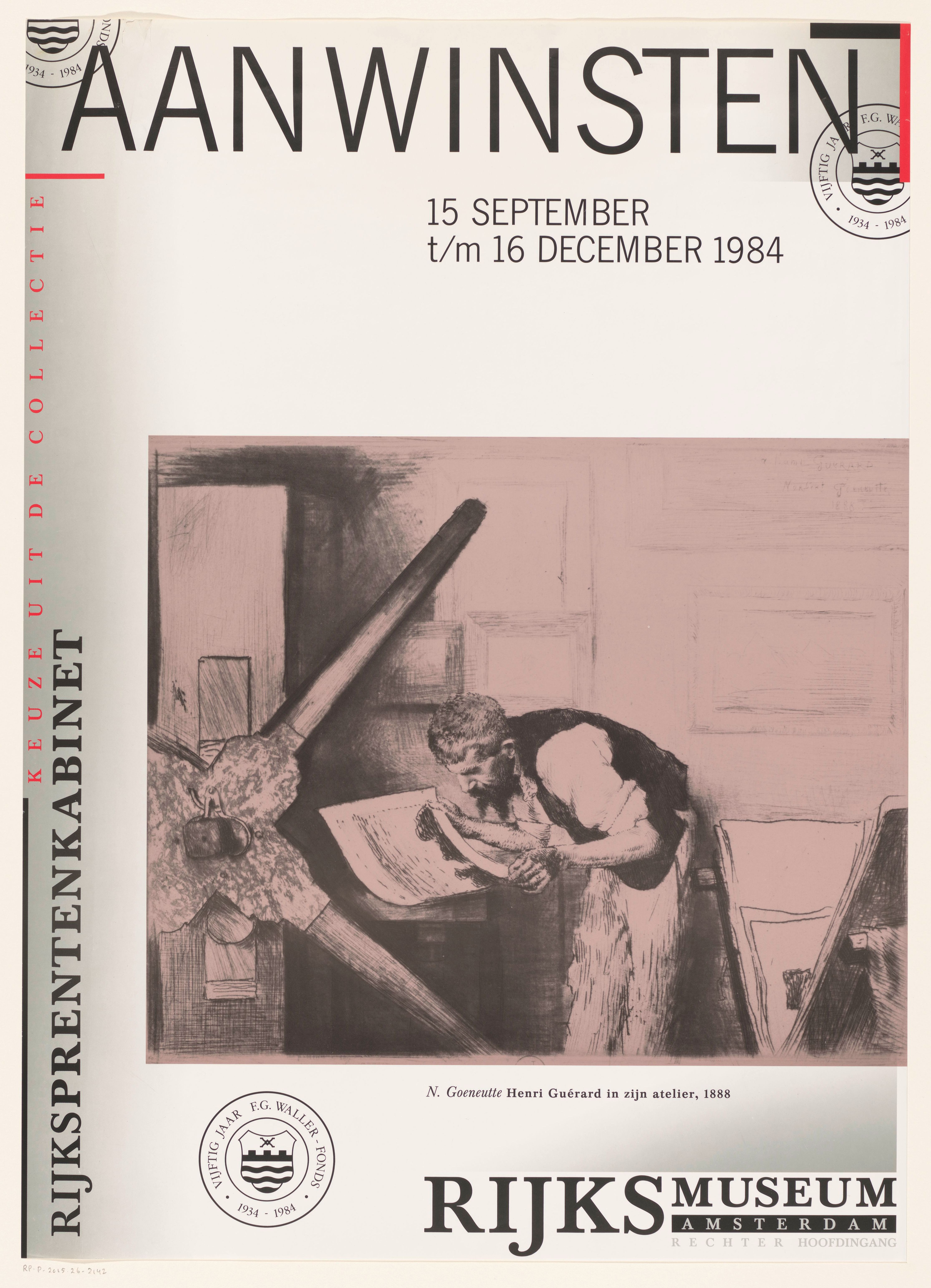
Affiche aanwinstententoonstelling Rijksprentenkabinet (1984)

- 1917: Hollandsche winters, met werk van onder anderen Nicolaes Berchem, Gerard ter Borch, Pieter de Molijn en Adriaen van de Velde.
- 1927: Van David tot Dens, tentoonstelling met Franse tekeningen van onder anderen Jean Louis David, Delacroix, Denis, Ingres en Manet.
- 1936: De opkomst en bloeitijd der Engelsche grafiek, ca. 1650-1800, met werk van onder anderen Richard Earlom, Hogart, James en Thomas Watson en William Ward, tegelijkertijd met de tentoonstelling Twee eeuwen Engelsche kunst in het Stedelijk Museum.
- 1952: Drie eeuwen portret in Nederland, tentoonstelling met ca. 80 prenten en 120 tekeningen, gecombineerd met een tentoonstelling in het Rijksmuseum.
- 1954: Het eerste Manierisme, tentoonstelling van Italiaanse prenten uit 1500-1540, met bruiklenen uit Italiaanse musea.
- 1963-1964: Kunstenaars in hun ontboezemingen drie perioden uit 150 jaar (1813-1888-1963), tentoonstelling van Nederlandse tekenkunst, tegelijkertijd met de Nationale Herdenkingstentoonstelling Leven en werken in Nederland 1813-1963 in het Rijksmuseum.
- 1968: Diertekeningendoor de eeuwen heen, 140 werken uit eigen collectie, van onder anderen Delacroix, Paulus Potter, Rembrandt en Antoine Watteau. Bezoekers van Artis kregen gratis toegang.
- 1974-1975: Getekende kunstenaarsportretten, met 159 tekeningen van onder anderen Rembrandt en Antoon van Dyck.
- 1976: Cornelis Ploos van Amstel, ter gelegenheid van zijn 250e geboortedag
- 1981: Hercules Segers, keuze uit de collectie, tentoonstelling van 74 etsen, twee tekeningen en een schilderij.
- 1986: Amsterdam van binnen en buiten, tentoonstelling met werken van onder anderen George Hendrik Breitner, Isaac Israëls en Willem Witsen.
- 1990: Kraamkamers van de Kunst, tentoonstelling met tekeningen en portretten waarin de kunstenaar op de kunstacademie of in zijn atelier is afgebeeld.
- 1994-1995: Sierpapier: marmer-, brocaat- en sitspapier in het Rijksmuseum.
- 2015: Uit en thuis, met 115 landschapstekeningen uit de verzameling van John en Marine Fentener van Vlissingen.
- 2016-2017: Frans Post. Dieren in Brazilië (2016-2017), tekeningen en schilderijen van Frans Post, gecombineerd met opgezette dieren uit de collectie van Naturalis.

## Directeuren en hoofden van het Rijksprentenkabinet

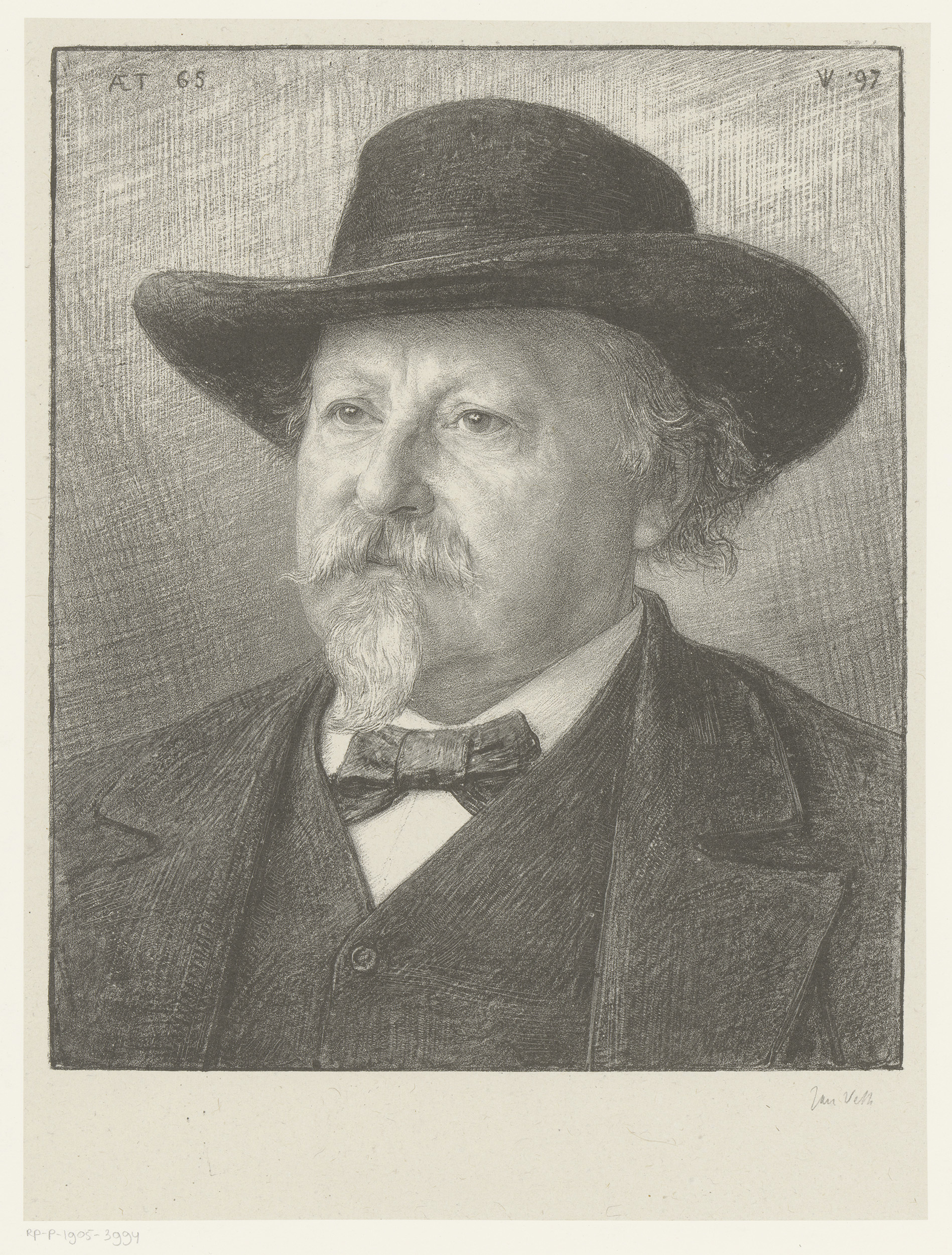
portret van Johan Philip van der Kellen door Jan Veth, 1897, lithografie in het Rijksprentenkabinet

- 1876-1896 Johan Philip van der Kellen
- 1896-1898 Cornelis Hofstede de Groot
- 1898-1903 Johan Philip van der Kellen
- 1903-1912 Ernst Wilhelm Moes (vanaf 1898 onderdirecteur)
- 1913-1934 Hendrik Teding van Berkhout (vanaf 1903 onderdirecteur)
- 1934-1948 geen eigen directeur, maar onder verantwoordelijkheid directeur Rijksmuseum
  - Frederik Schmidt Degener (1934–1941)
  - Max Dittmar Henkel (1941-1944)
  - C.A.A. Lindeman (1944-1945)
  - David Röell (1945–1948)
- 1948-1962 Iohan Quirijn van Regteren Altena
- 1962-1974 Karel G. Boon
- 1974-1990 Jan Wolter Niemeijer
- 1991-2001 Peter Schatborn
- 2001-2010 Ger Luijten
- 2011-2020 Jane Turner
- 2020-2022 waarnemend: Erik Hinterding en Ilona van Tuinen
- 2022- Ilona van Tuinen[16]